# Vouvant
Vouvant ist eine französische Gemeinde mit 823 Einwohnern (Stand 1. Januar 2022). Sie liegt in der Region Pays de la Loire, im Département Vendée, 12 km nördlich der Stadt Fontenay-le-Comte und ca. 35 km nordwestlich von Niort, am Nordrand des Waldes von Mervent-Vouvant.
Inmitten des Dorfes befindet sich ein Kleinod der poitevinischen Baukunst, die romanische Kirche und ihre mit Skulpturen reich geschmückte Nordfassade. Vouvant ist als eines der Plus beaux villages de France (schönste Dörfer Frankreichs) klassifiziert.

## Geographie
Der Ort liegt in einer engen Schlinge des Flusses Mère, der hier durch den Rückstau der Barrage de Pierre Brune einen seenartigen Charakter hat. Knapp nördlich des Ortes mündet von links das Flüsschen Chambron.

## Die romanische Kirche von Vouvant

### Geschichte

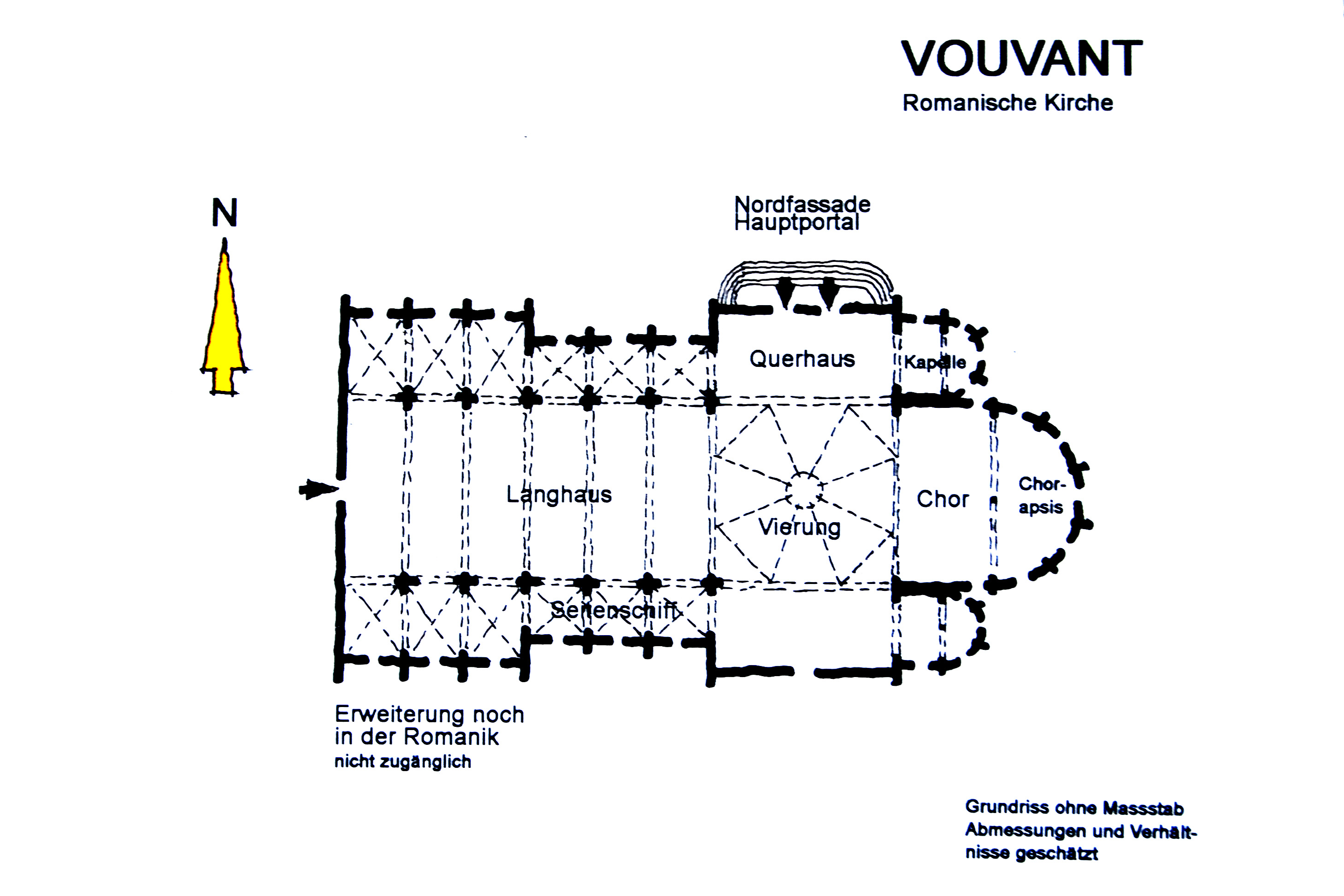
Vouvant, romanische Kirche, Grundriss

Die Kirche von Vouvant gehörte im Mittelalter zu einem kleinen Priorat, das der Abtei Maillezais in ihrer Blütezeit unterstand. Man baute an ihr im 11. bis ins 12. Jahrhundert, das Langhaus wurde im Westen noch in romanischer Zeit um einen breiteren Abschnitt in Länge von drei Jochen erweitert. Der Rand des ehemals vom Meer überfluteten Marais Poitevin, das von Klosterbesatzungen trockengelegt und dann landwirtschaftlich bewirtschaftet wurde, liegt nicht weit, und man kann davon ausgehen, dass die Mönche von Vouvant daran beteiligt waren. Sie nahmen am damaligen Wohlstand von Maillezais teil.
Wie ihre Mutterabtei hatte auch Vouvant unter den Wirren des Hundertjährigen Krieges und der Religionskriege schwer zu leiden und das Kirchenbauwerk und seine Ausstattung wurde beträchtlich beschädigt. Zu den Überbleibseln der ehemaligen Prioratsgebäude zählt vielleicht das kleine Bauwerk im Anschluss an den südlichen Querhausarm.
Erst gegen Ende des 19. Jahrhunderts unterzog man die maroden Bauteile der Kirche einer umfassenden Restaurierung. Der zweite Bauabschnitt des romanischen Langhauses ist zwar heute äußerlich wiederhergestellt. Sein Inneres bleibt aber der Öffentlichkeit unzugänglich, da es wohl noch im ruinösen Zustand ist.

### Äußere Gestalt

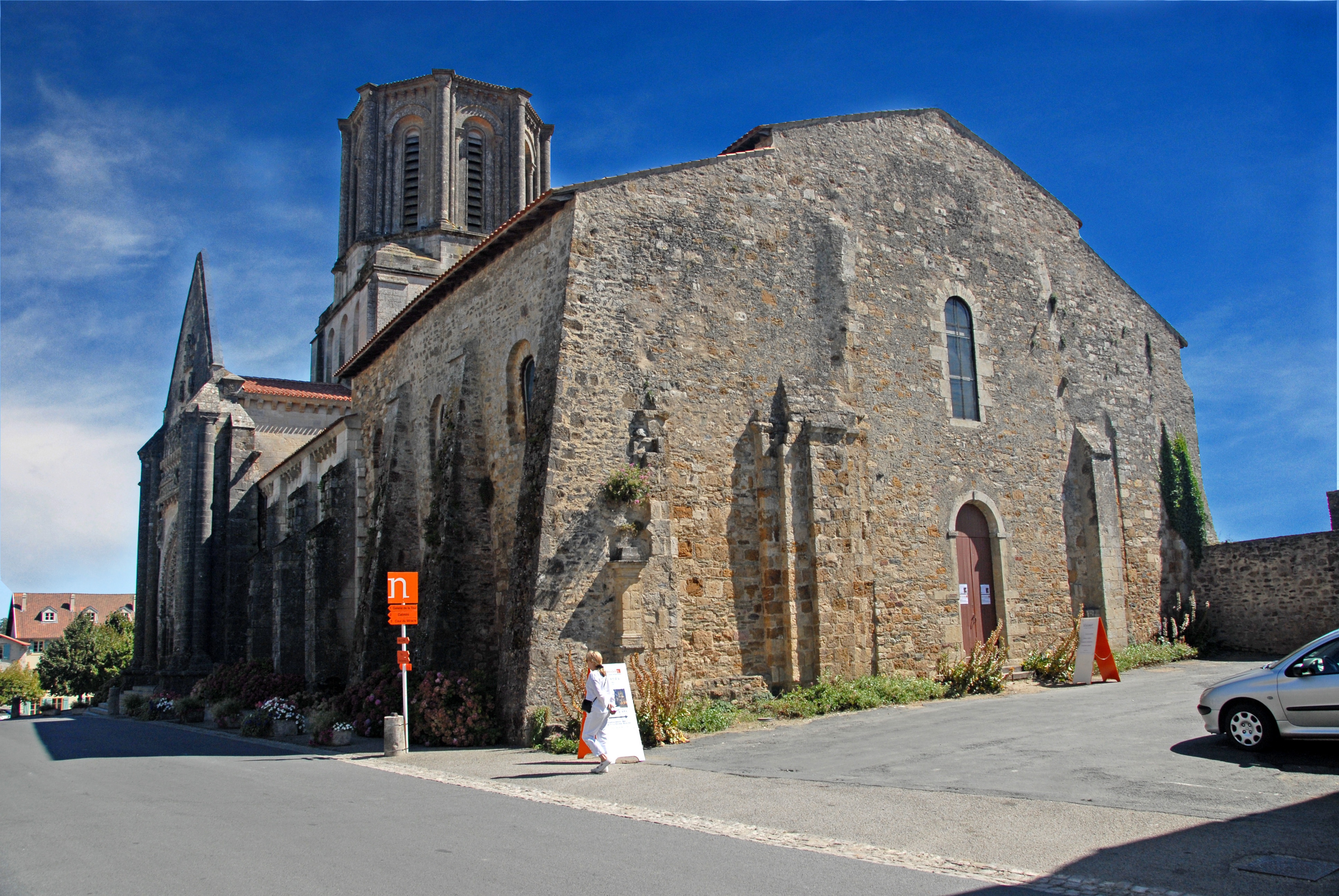
Vouvant, Kirche, von N-W, Giebel des 2. romanischen
Bauabschnitts

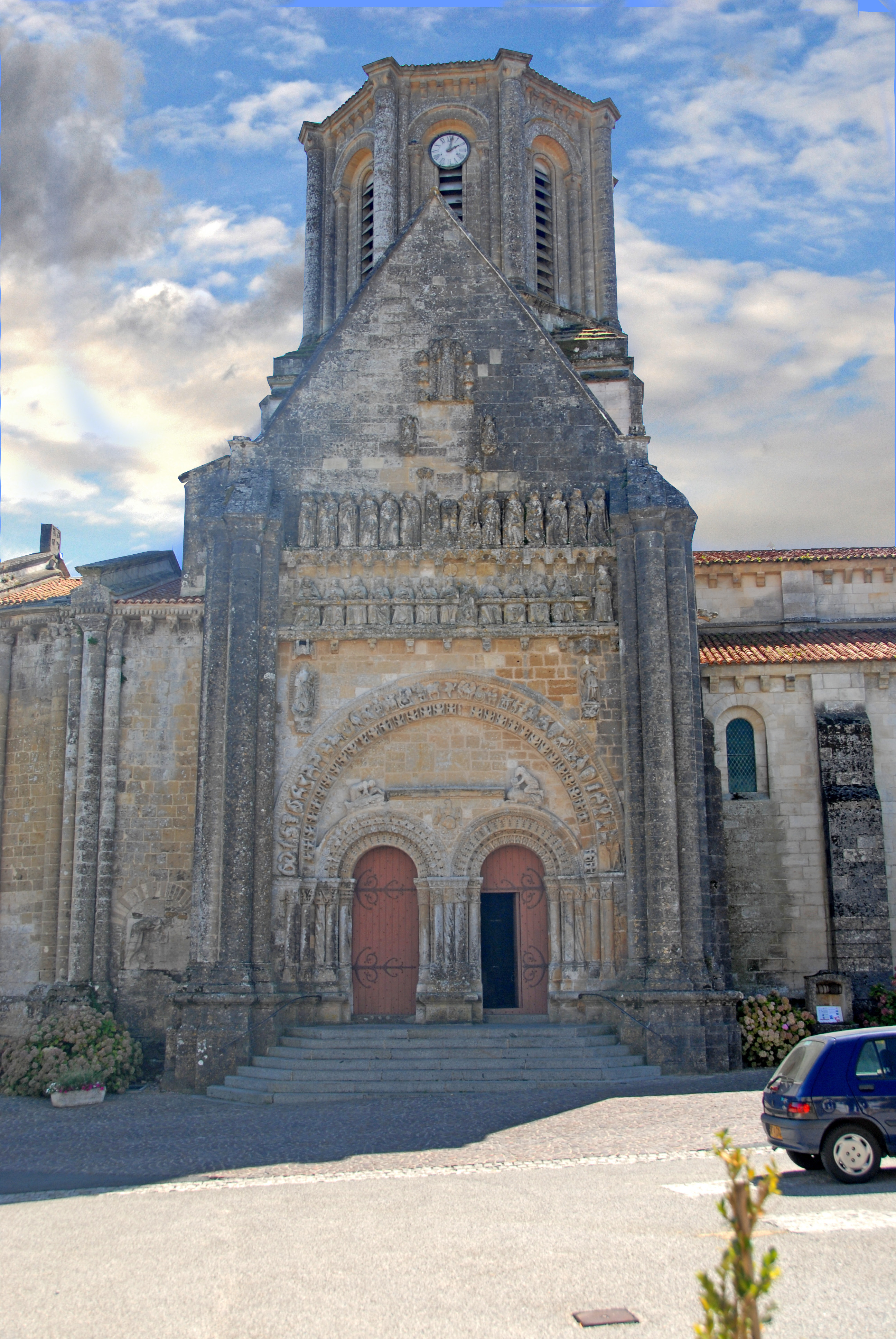
Vouvant, Nordfassade

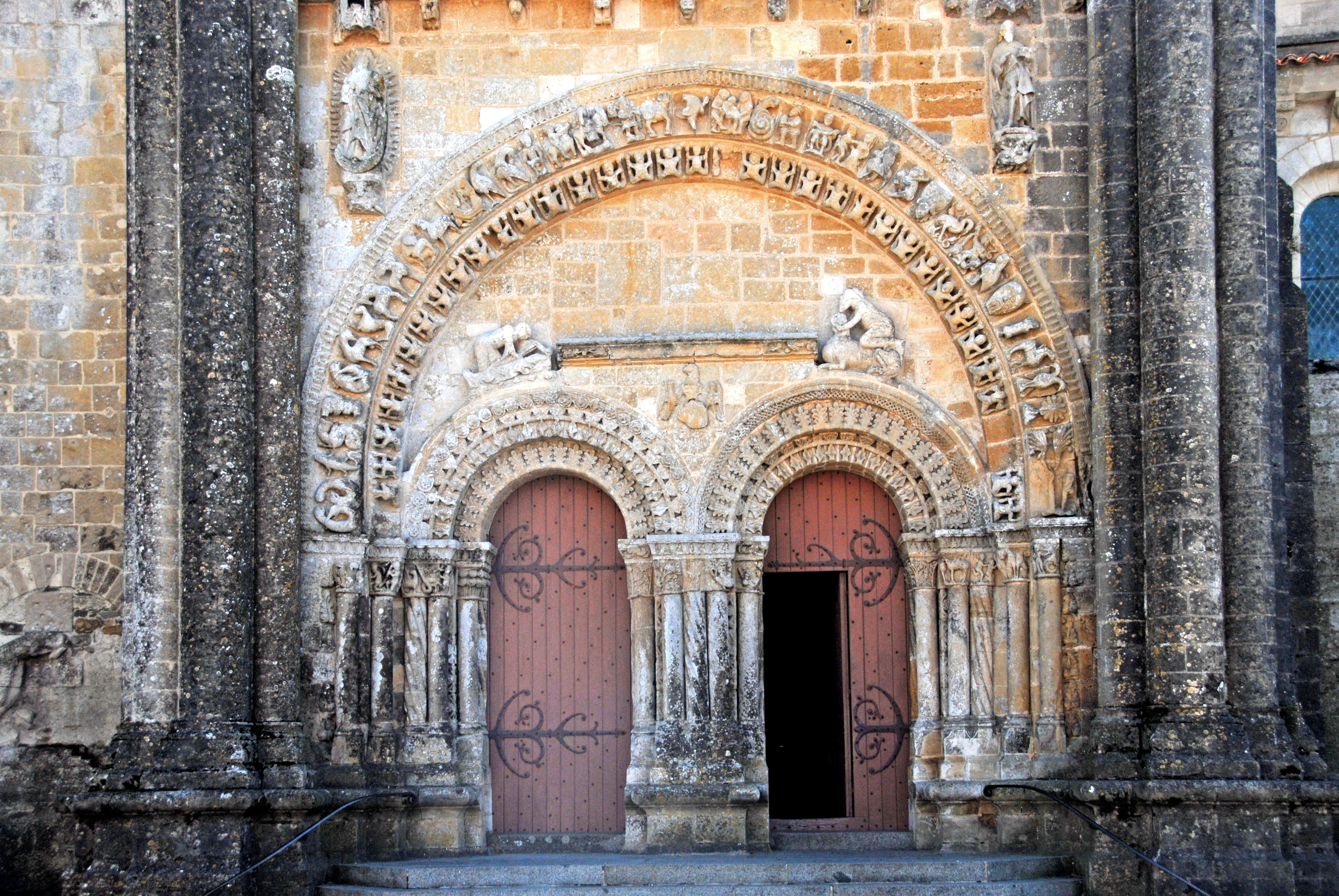
Vouvant, Hauptportal, mit der „großen“ Archivolte

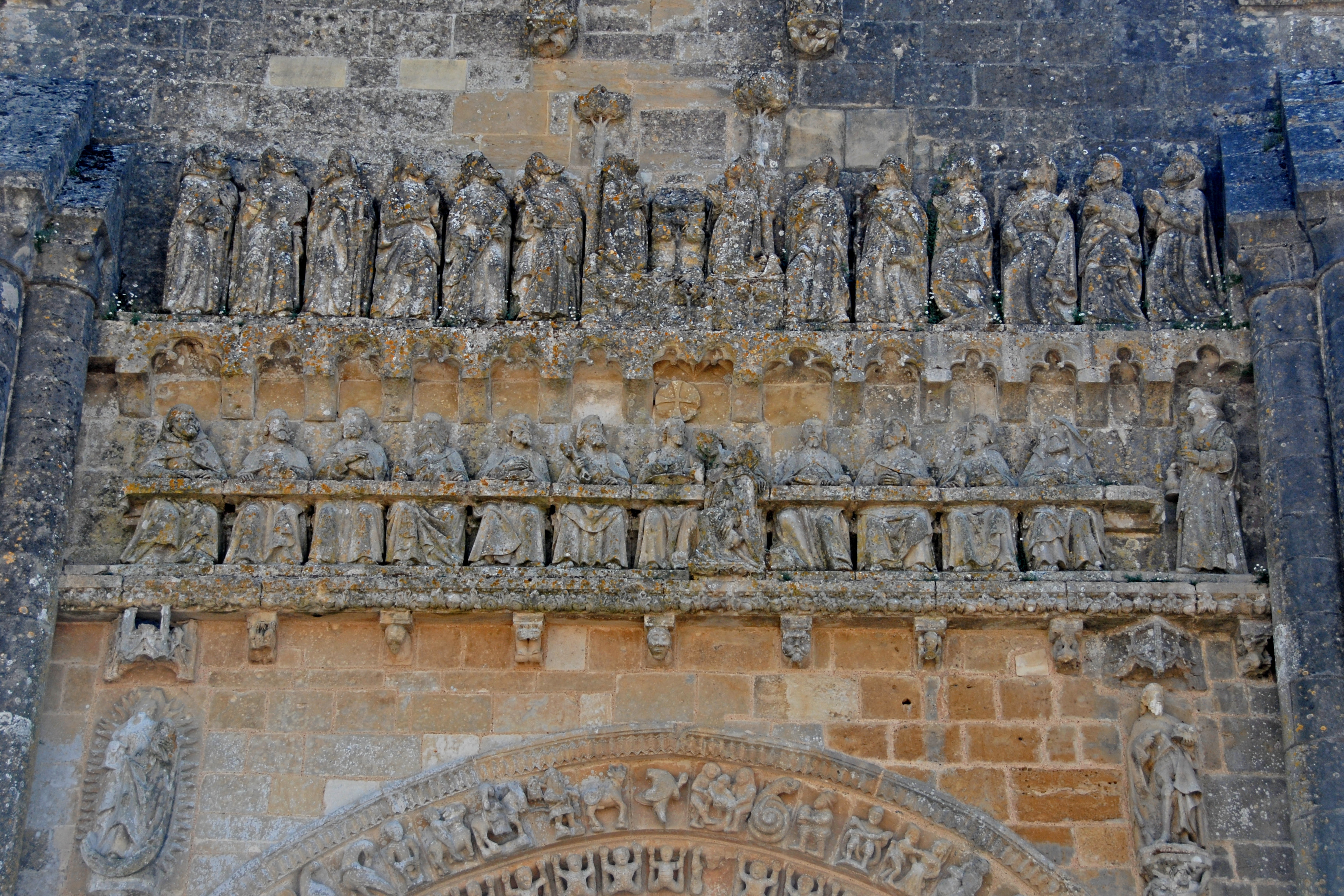
Zwei Gesimse, unten Abendmahl, oben Christi Himmelfahrt, ganz unten Muttergottes u. Johannes

Das über die ganze Länge dreischiffige Langhaus besteht aus zwei Abschnitten von je drei Jochen, beide aus der Romanik. Beim schmaleren älteren Abschnitt hebt sich das Mittelschiff deutlich über die Seitenschiffe, es bleibt aber kein Platz für Obergaden, beim breiteren jüngeren Abschnitt ist dieser Unterschied nur noch ganz gering. Da Letzterer nicht zugänglich ist, muss man vermuten, dass das Mittelschiff in gleicher Breite und Höhe über alle sechs Joche durchgeht. Auffallend sind die kräftigen Strebepfeiler zwischen den Jochen, im älteren Teil senkrecht und in ihrer Tiefe abgestuft, im jüngeren Teil von oben bis unten abgeschrägt.
Deutlich breiter als die Joche ist das Querschiff. Das Quadrat der Vierung ragt im selben Umriss als Basis eines Vierungsturms aus den Dachflächen der Schiffe; auf jeder Seite drei Blindfensternischen mit Rundbögen. Darüber wird aus dem Quadrat ein Oktogon, zunächst als geschlossener Sockel. In dessen Folge sitzt oben ein hoch aufragender achteckiger Glockenturm auf, mit Säulen auf den Ecken und acht schlanken Schallluken in den Außenwänden, mit Rundbögen überdeckt.
Der Chor besteht aus einem zusätzlichen Joch und einer halbrunden Apsis. Die Querhauskapellen haben den gleichen Aufbau, sind aber kleiner.
Alle Dachflächen sind leicht geneigt und mit roten Ziegeln in römischer Form eingedeckt. Die Traufquerschnitte bestehen aus glattkantigen Gesimsen, getragen von skulptierten Kragsteinen. Am Chor sind auf der Vorderkante der Gesimse in einer Hohlkehle kleine Katzenköpfe aneinandergereiht, die Gestaltung der Kragsteine ist besonders phantasievoll geraten. Die Ziegel ragen über die Vorderkante der Gesimse etwas hinaus und bilden so eine echte Traufe, an der das Regenwasser abtropfen kann. An den Traufen des noch in Restaurierung befindlichen Teils des Langhauses hat man wohl vorläufig auf teurere Steingesimse verzichtet und stattdessen mit auskragenden Holzsparren Dachüberstände ausgeführt.
Die Dachformen sind den Gebäudegrundrissen entsprechend unterschiedlich. Das Mittelschiff und das Querschiff haben Satteldächer, die Seitenschiffe Pultdächer. Der Chor und die Querhauskapellen sind aus einer Kombination von Sattel- und halbem Kegeldach, der Vierungsturm von einem Zeltdach überdeckt.
Alle Fenster haben Rundbögen, im Langhaus mit glatten rechtwinklig zurückspringenden „negativen Archivolten“. Im Chor und im Querhaus sind die Fenster mit Archivolten, aus einfachen, im Querschnitt rechtwinkligen Keilsteinen mit glatter Oberfläche und mit je zwei flankierenden Rundstützen ausgestattet, mit Basen und pflanzlich gestalteten Kapitellen.
Der Chor ist mit sieben und die Kapellen sind mit je vier solcher Fenster bestückt. Zwischen ihnen befinden sich Bündel aus einer stärkeren und zwei deutlich schlankeren halbrunden Säulen, unten auf rechteckigen Sockelvorlagen ruhend, bis zu den verhältnismäßig einfach gestalteten Kapitellen unter den Traufen reichend. Die Brüstungen des Chores sind mit je zwei Blendarkaden strukturiert, die mit umlaufenden Rundstäben eingerahmt sind. Im Sockel des Chors lassen schießschartenartige Fenster auf die Existenz einer Krypta schließen.
Auf dem First des flach geneigten südlichen Querhausgiebels erinnert ein Steinkreuz in einem Kreisring an das Tatzenkreuz des Templerordens.

### Die Nordfassade

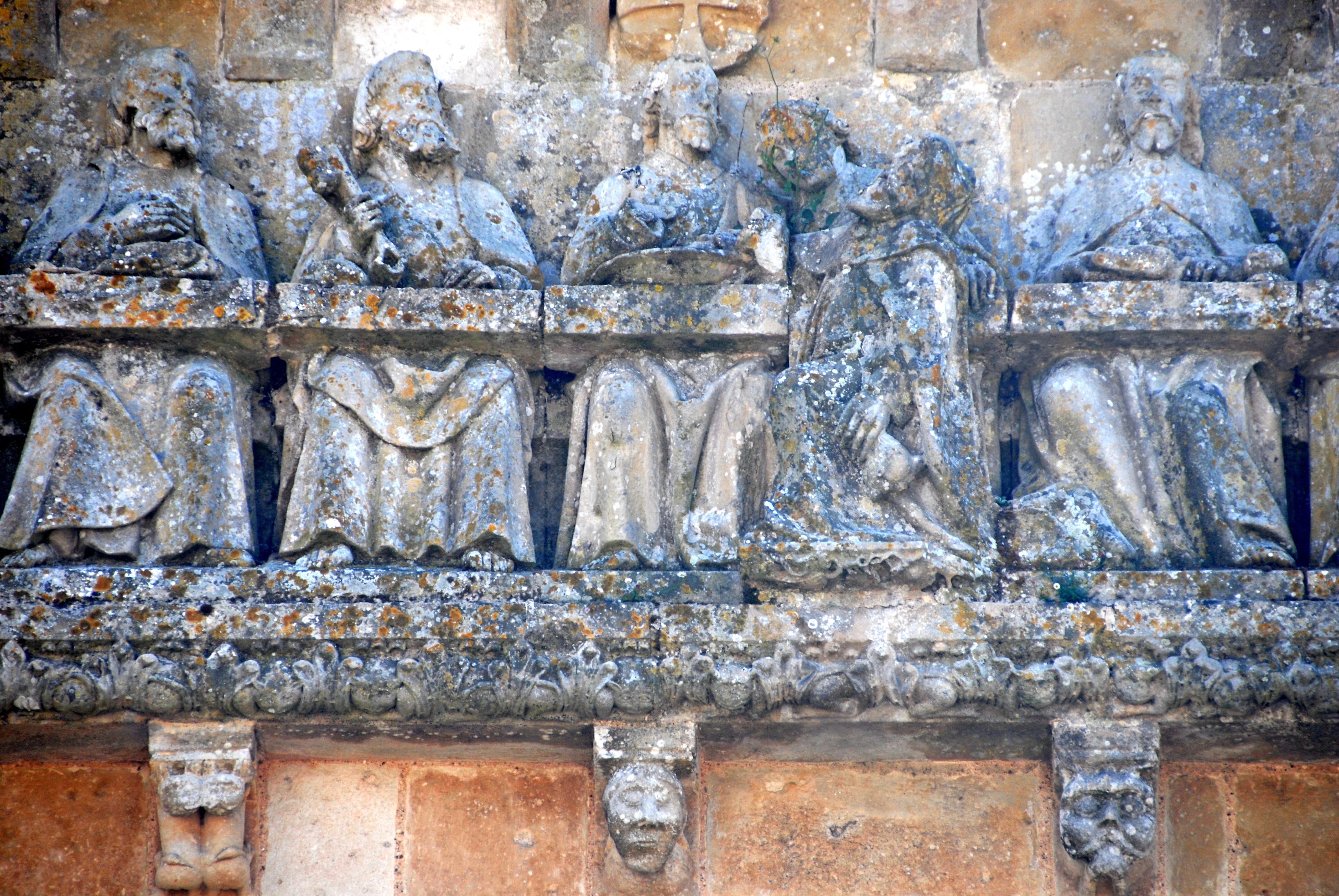
Detail Abendmahl Mitte

Die Fassade der Stirnwand des nördlichen Querhausarms und das Hauptportal sind der eigentliche Hauptschatz und die Attraktion der Kirche.

#### Gliederung
Die Portalwand in Breite des Querhauses wird seitlich begrenzt von je einem Pfeilerbündel aus drei halbrunden Säulen, die von der Basis, in gleicher Höhe wie die Basen der Gewändesäulen, bis zur beachtlichen Höhe der Traufen hinaufreichen. Oben schließen schmale Profile die um 55 Grad geneigten Ortgänge des Spitzgiebels ab. Eine siebenstufige Treppe führt in ganzer Giebelbreite hinauf zu den Portalen auf das Niveau des Kirchenraumes. Hinter der frei stehenden Giebelwand bleibt das flach geneigte Satteldach des Querschiffs deutlich tiefer liegen.
Das Hauptportal besteht aus zwei Türöffnungen, die von dreistufigen Archivolten überdeckt werden. Die Seiten der Türen und ihr Zwischenraum werden aus je fünf sich berührenden dreiviertelrunden Säulen verblendet, deren Basen auf einem etwa 40 cm hohen Sockel ruhen und oben mit Kapitellen und Kämpfern abschließen, auf denen die Archivolten aufsitzen. Beide Türen und deren Archivolten werden gemeinsam überdeckt durch ein planes Bogenfeld, das seinerseits in Art einer großen Blendarkade, aus einer einzigen Archivolte umfasst wird. Die Enden dieser Archivolte sitzen auf den beiden äußeren Gewändesäulen der Türen auf. Unmittelbar über den Türarchivolten, von deren Scheitel zu Scheitel, ist ein kleineres Gesims angebracht, dessen abgeschrägte Vorderseite mit Profilen und kleineren Ornamenten aufgelöst ist. Die Aufgabe dieses Gesimses ist zunächst unklar. Vermutlich könnte es eine Basis sein für ein ehemals geplantes größeres Relief im jetzt freien Bogenfeld.
Weiter oben, mit Abstand zum großen Bogen und untereinander, kommen zwei weit ausladende waagerechte Gesimse, die von Kragsteinen getragen werden und selbst eine Menge von Skulpturen tragen müssen.

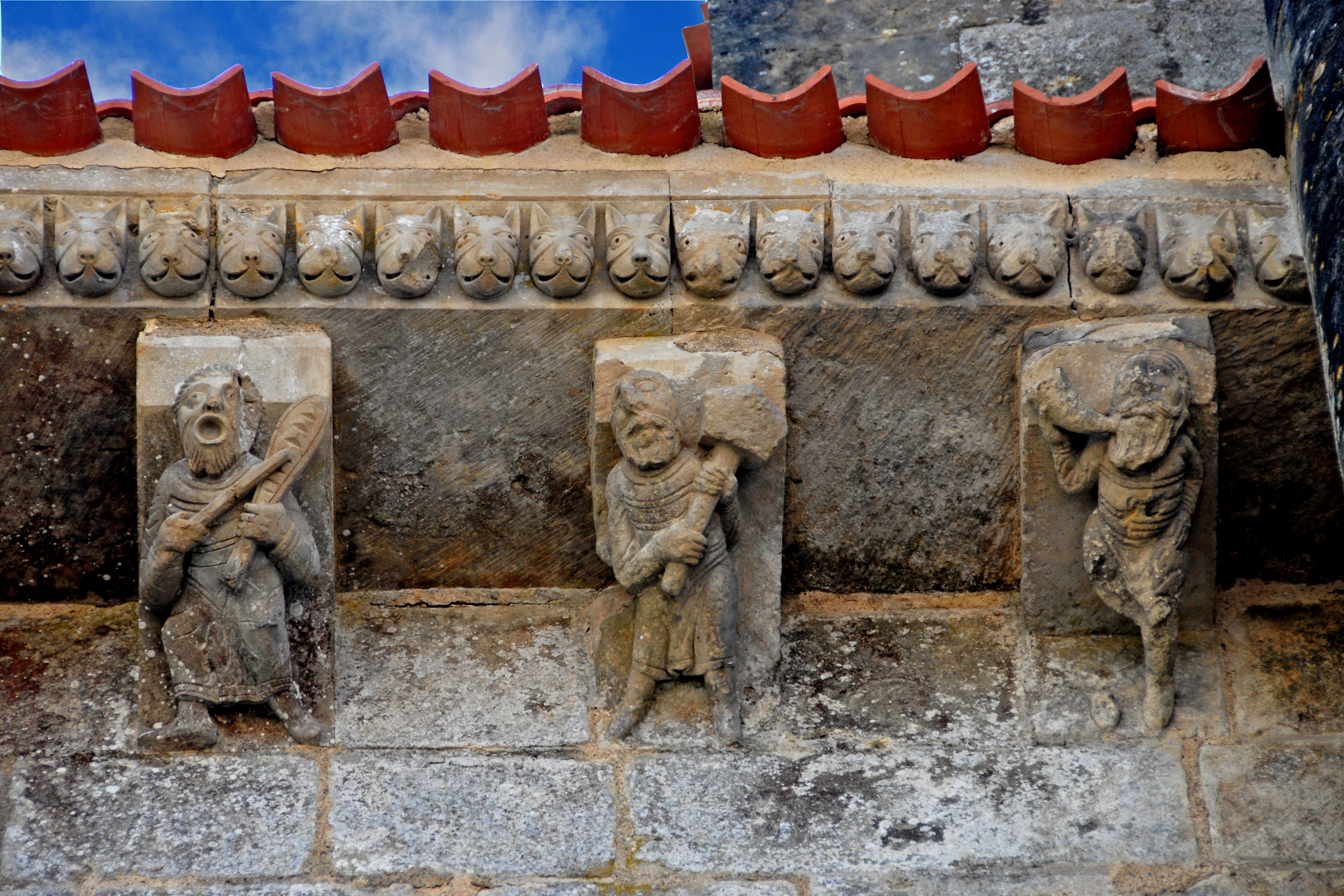
Traufe am Chor, Katzenköpfchen
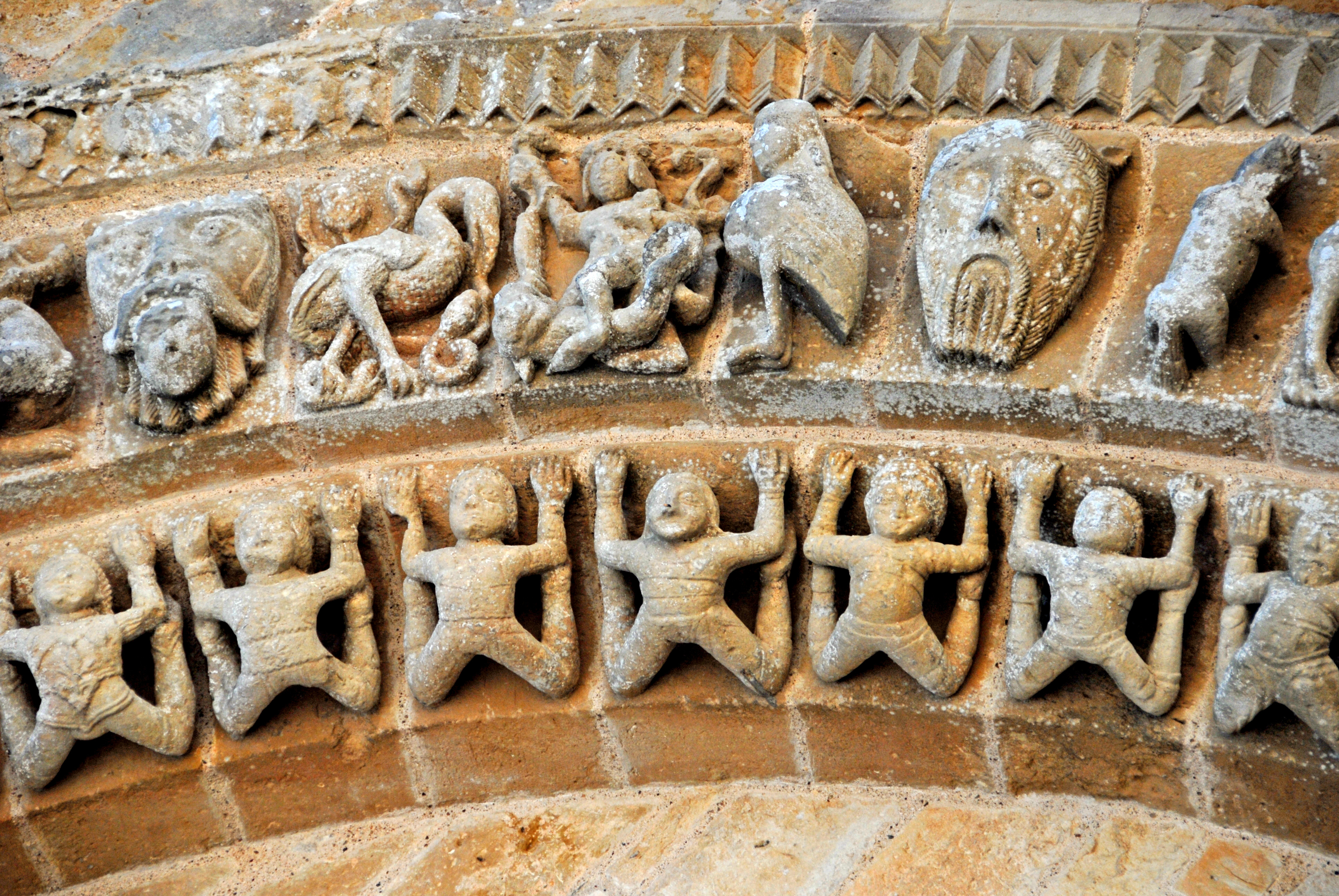
Große Archivolte, Ausschnitt, Mitte
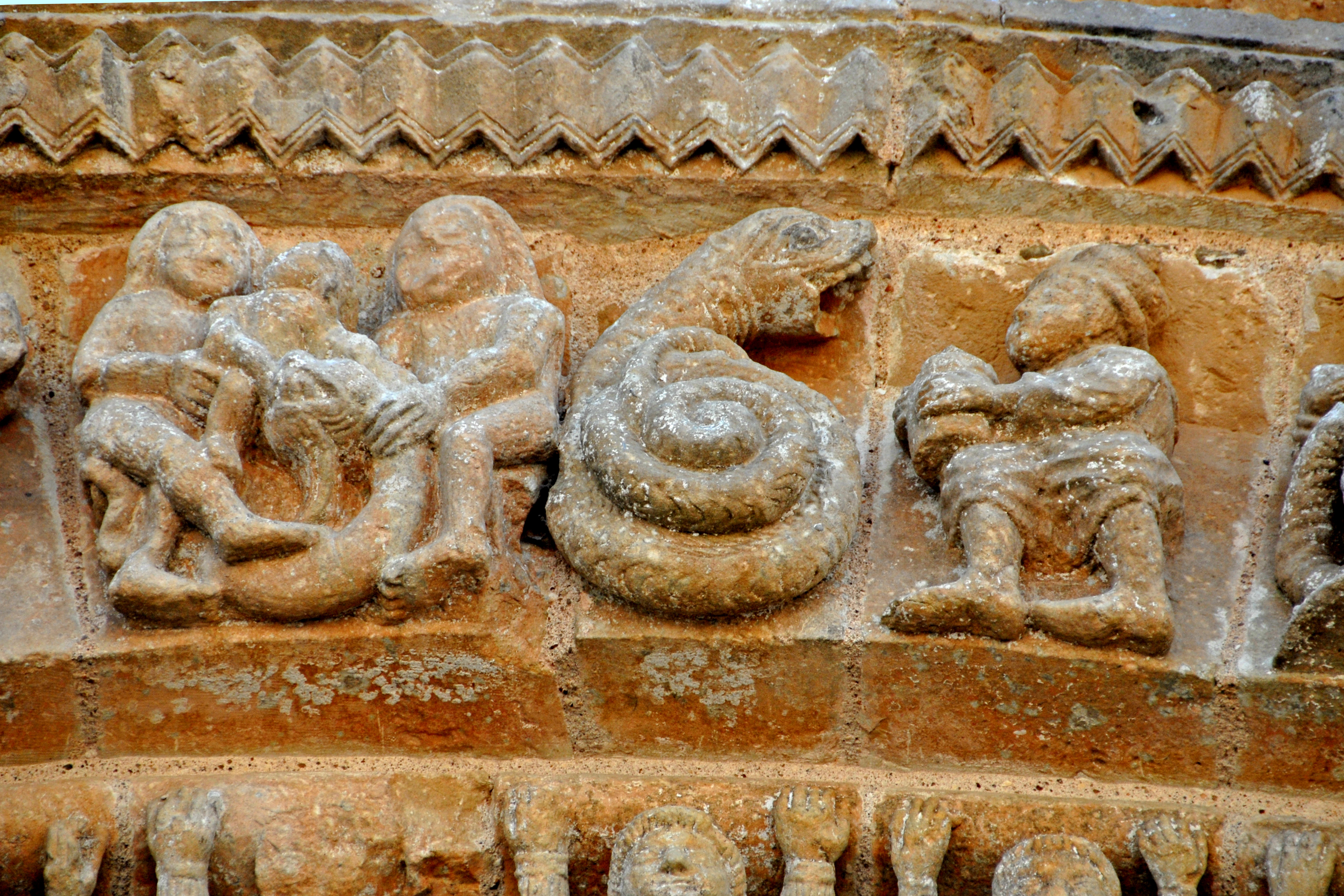
Große Archivolte, Detail Frontarchivolte
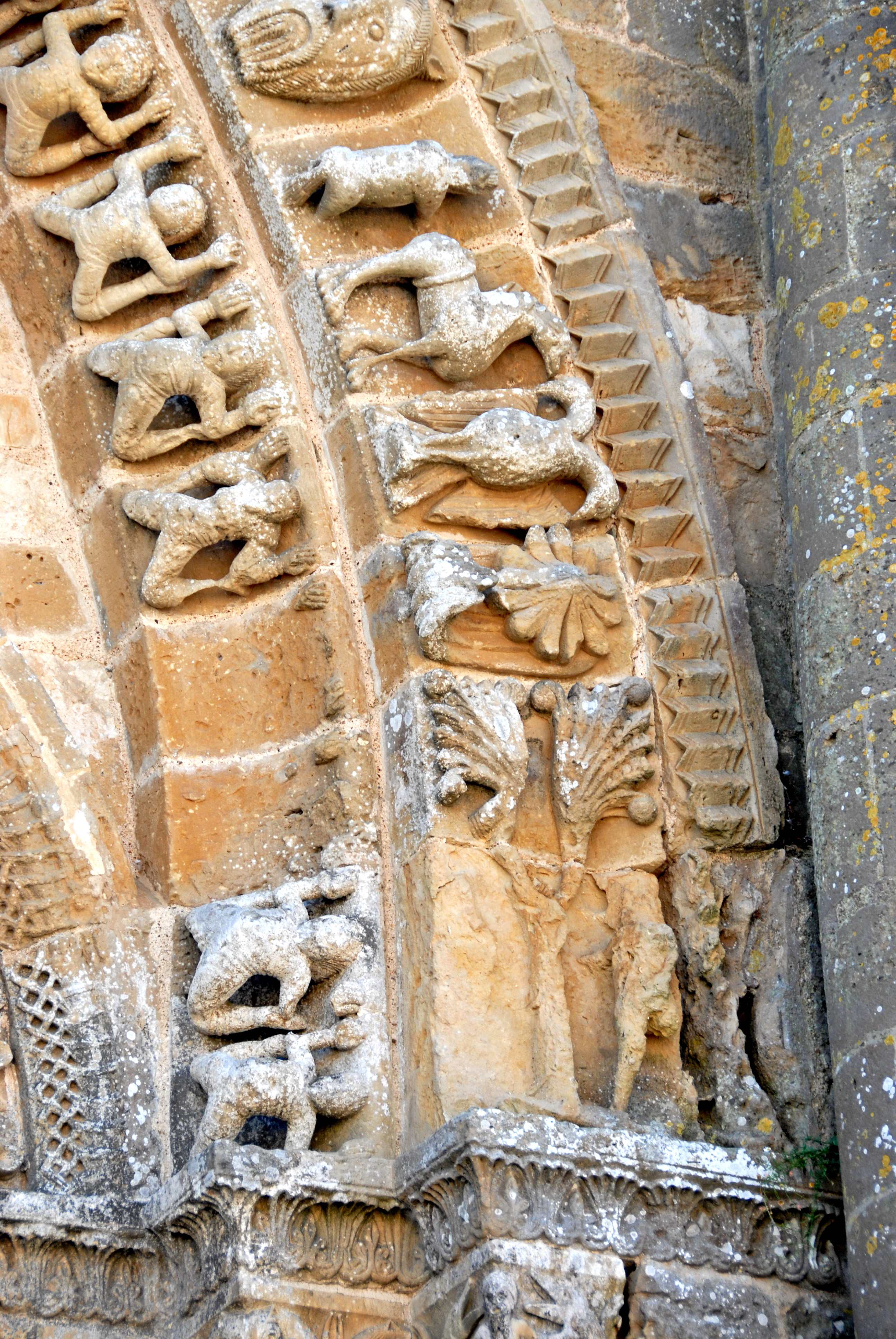
Große Archivolte, rechtes unteres Ende
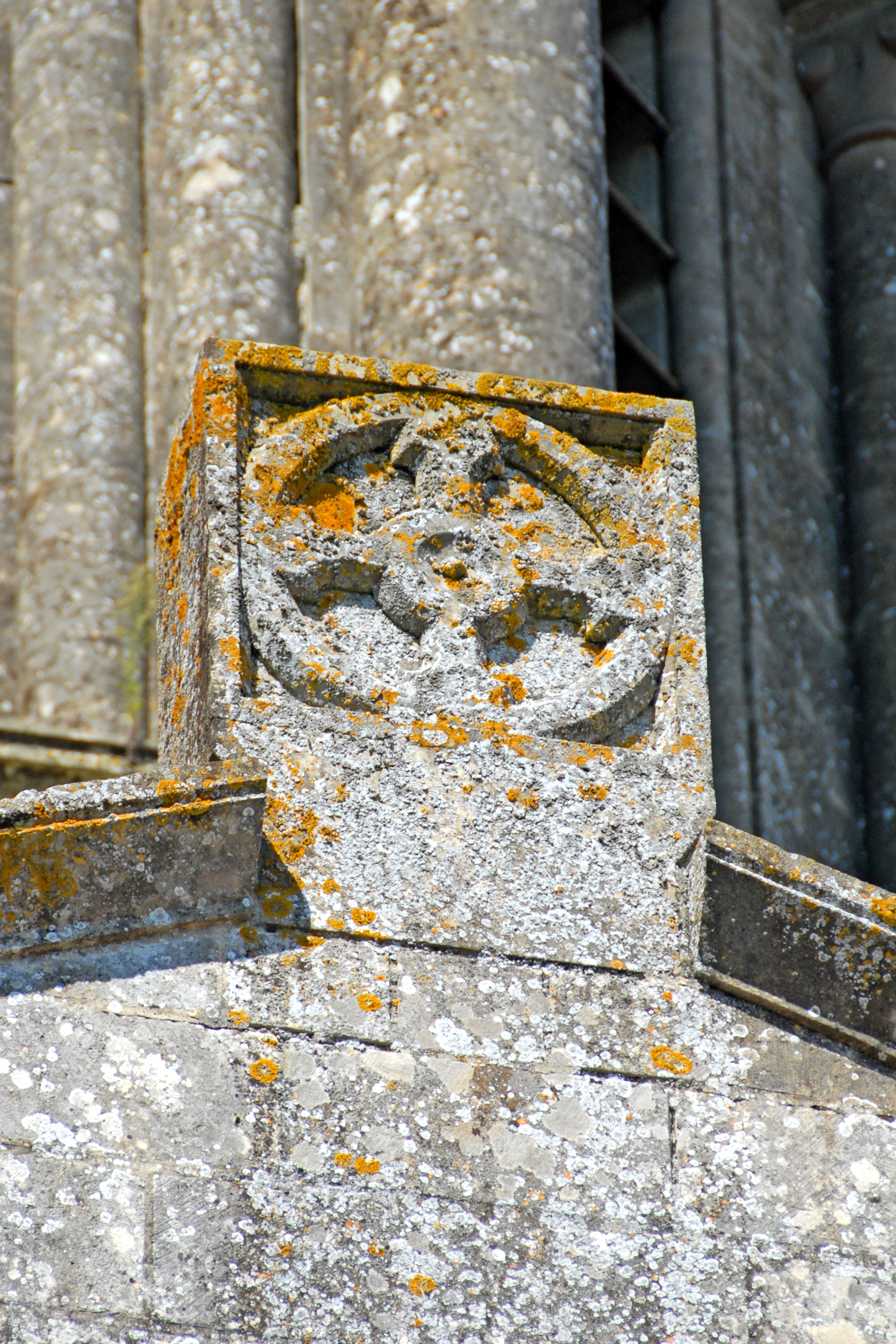
Templerkreuz auf dem First des Chors
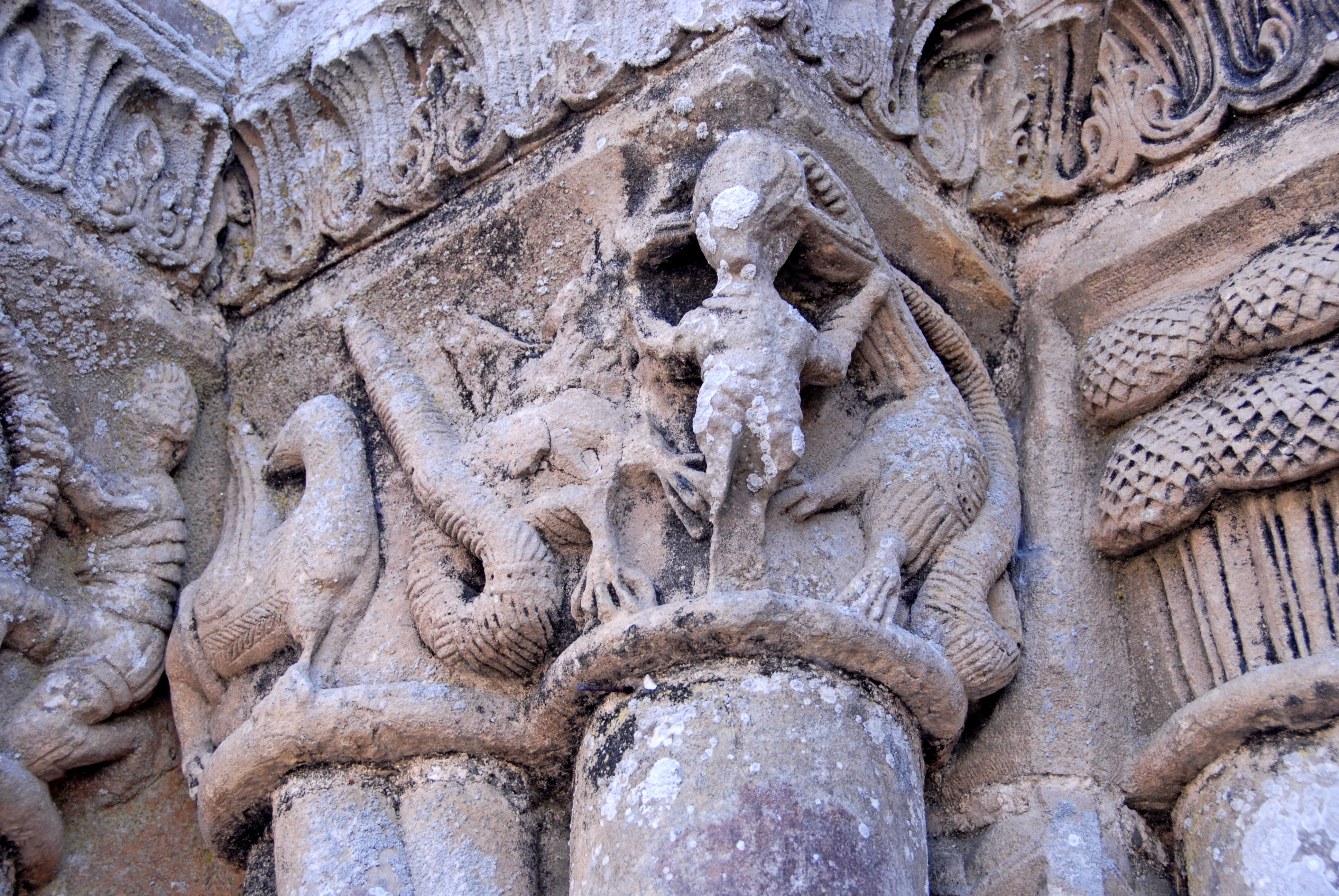
Detail Kapitelle Hauptportal
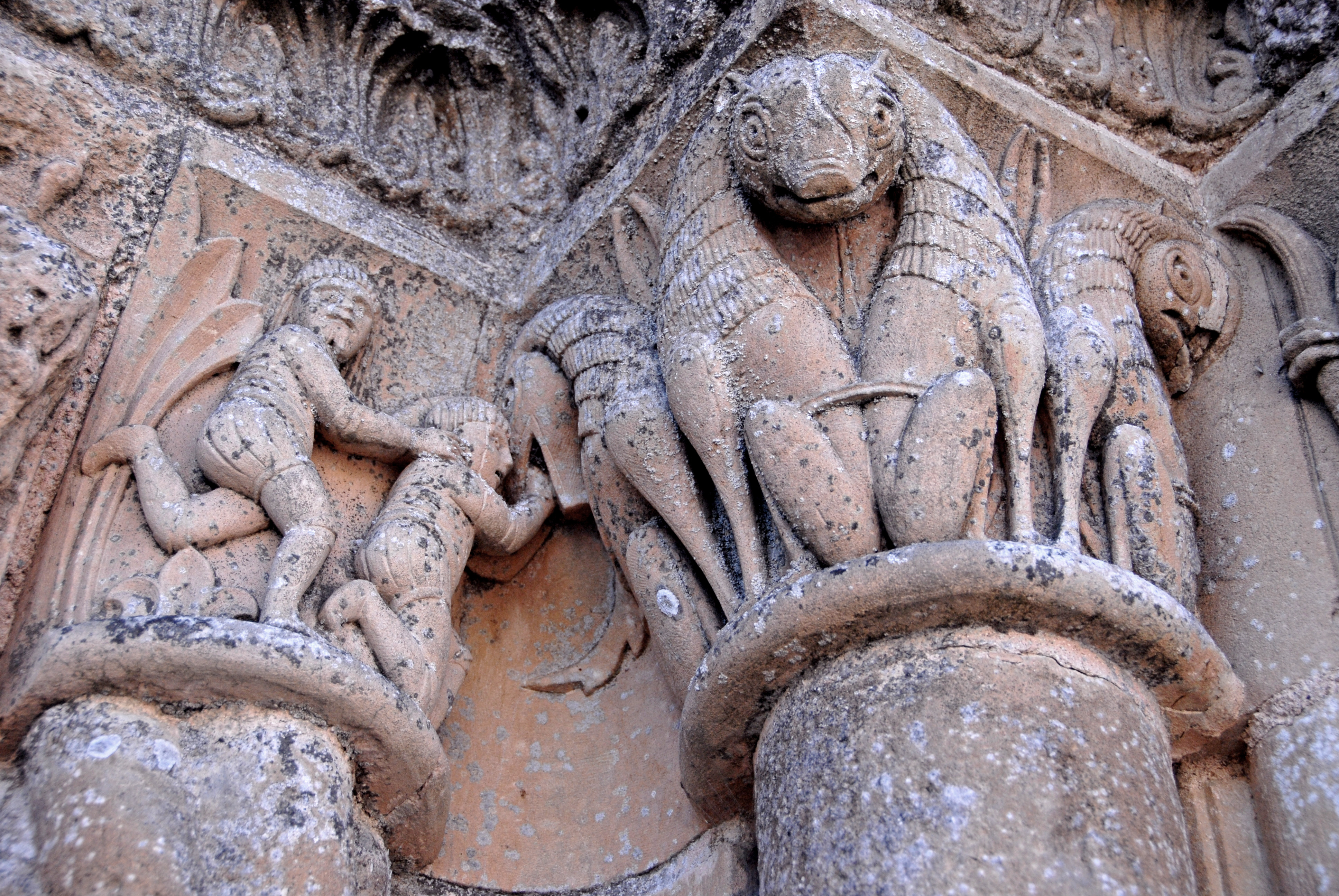
Detail Kapitelle Hauptportal
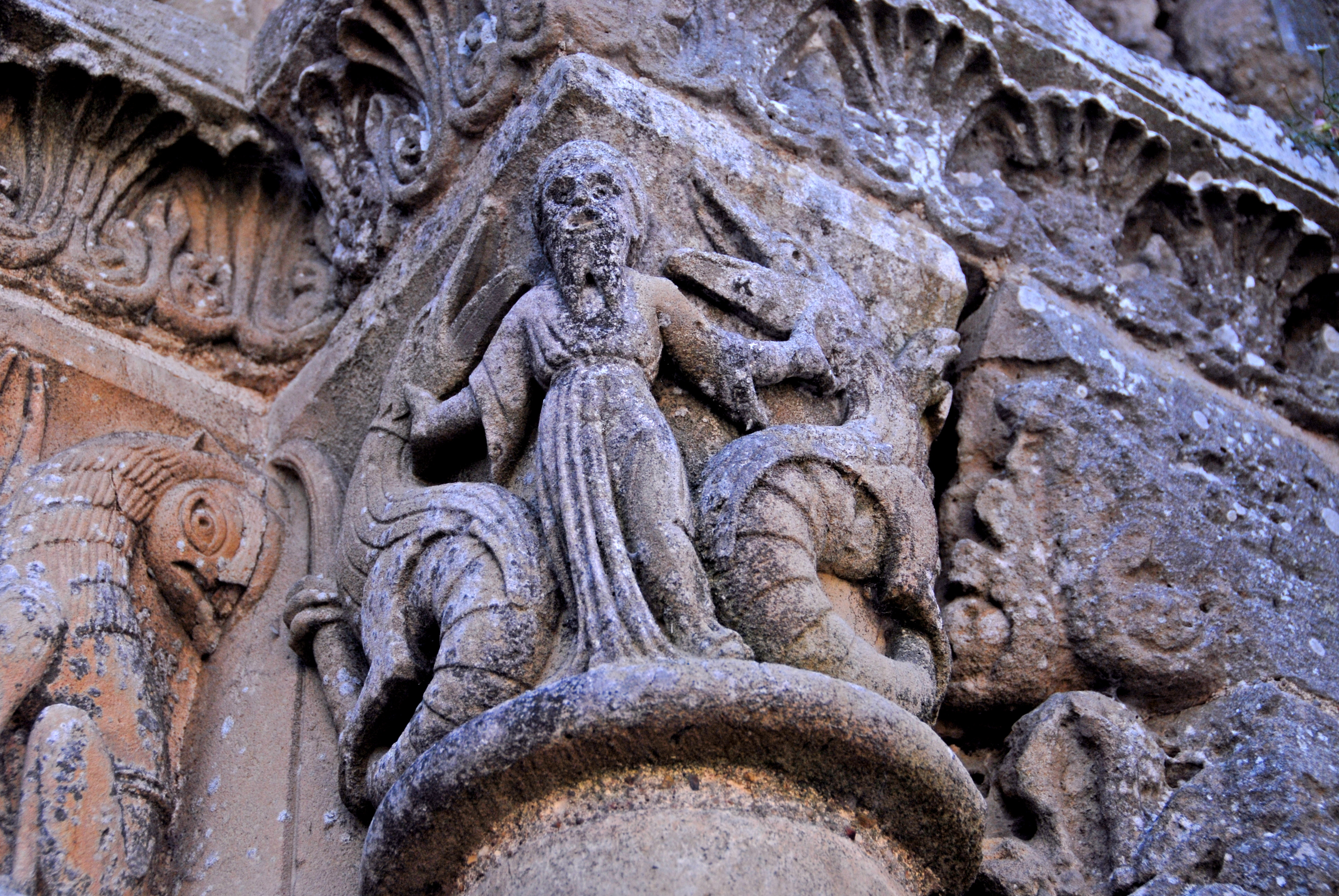
Detail Kapitelle Hauptportal
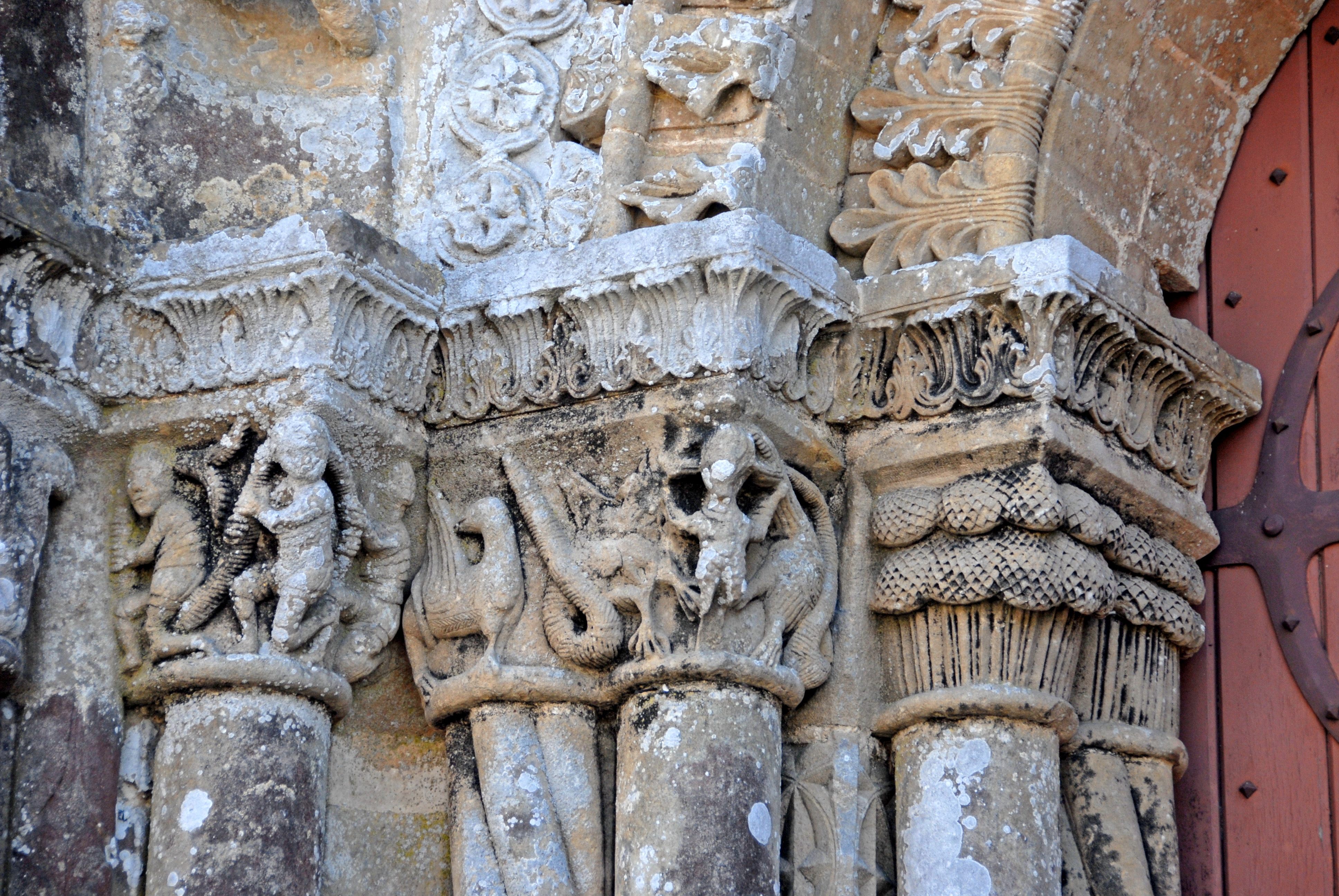
Kapitelle unter Türarchivolten

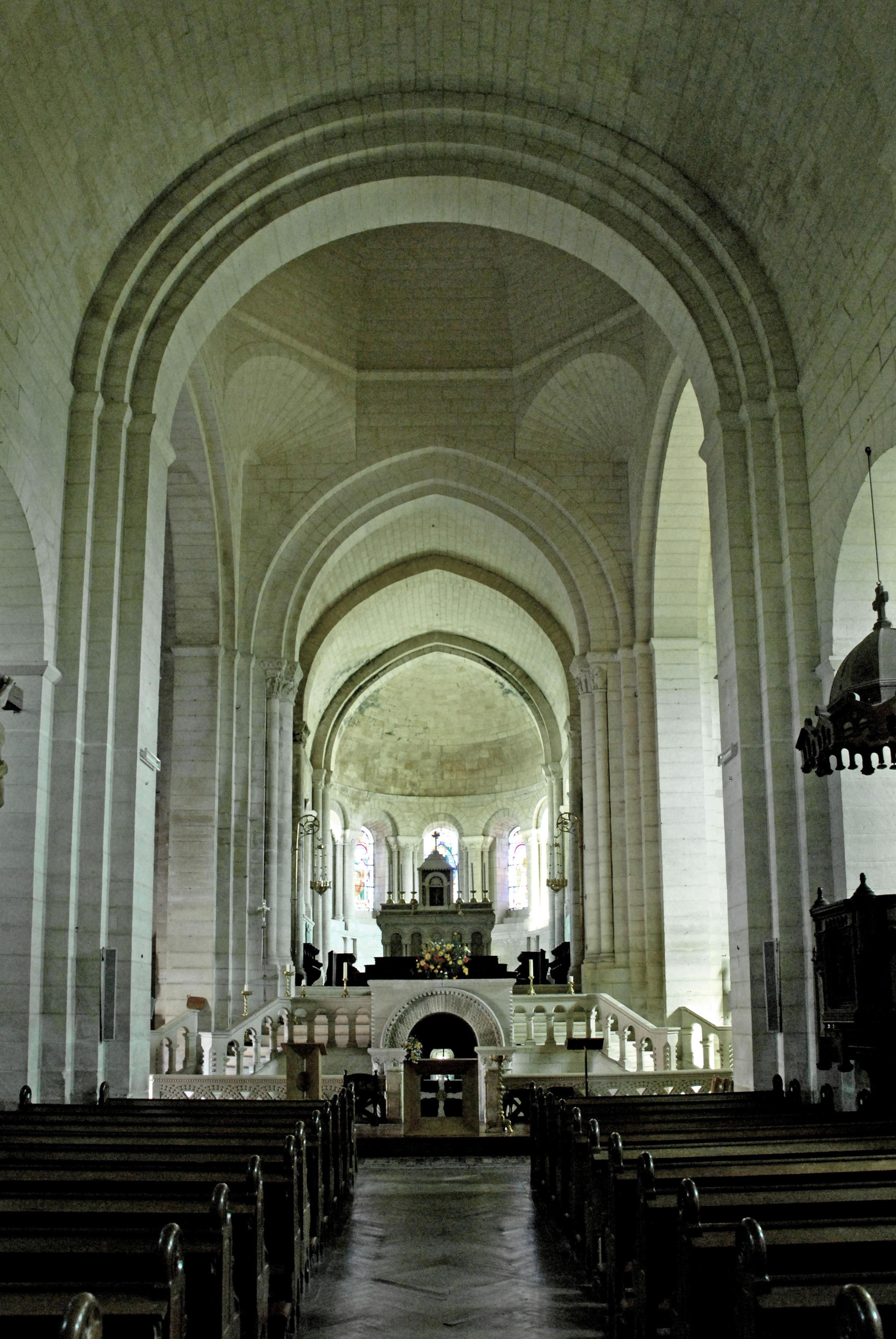
Mittelschiff, Vierung, Chor

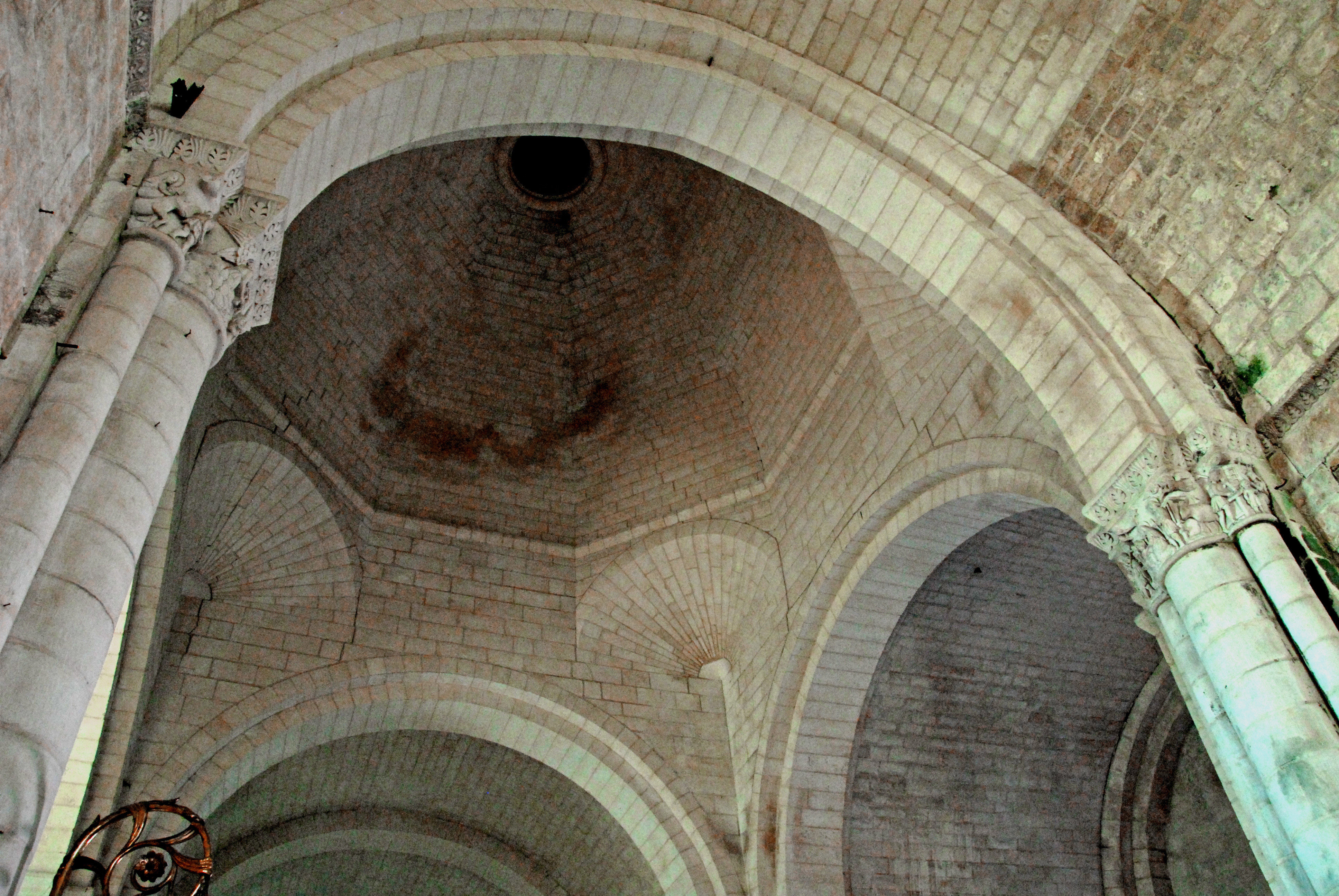
Achteckige Vierungskuppel, auf Trompen

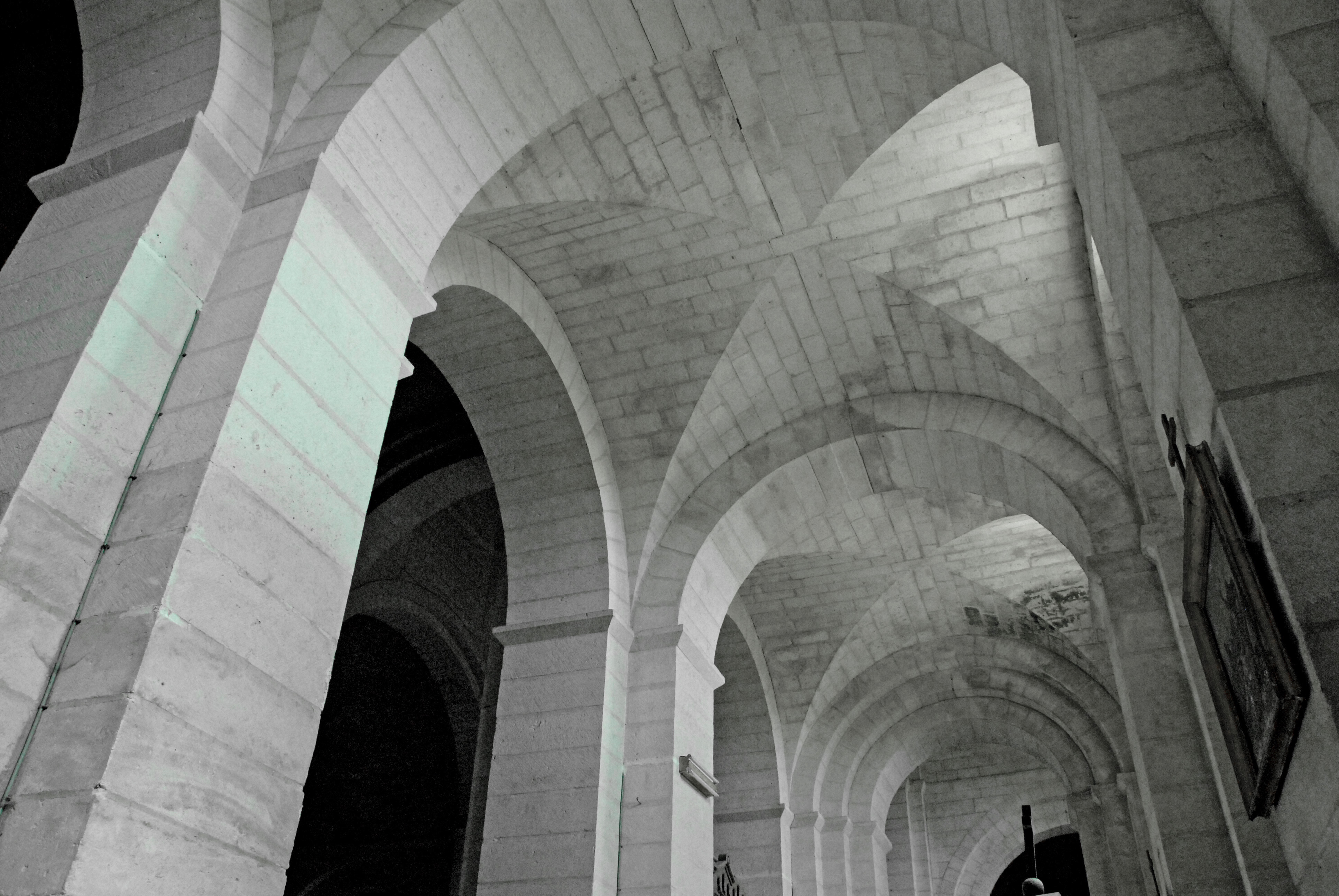
Seitenschiff, Kreuzgratgewölbe auf Gurtbögen

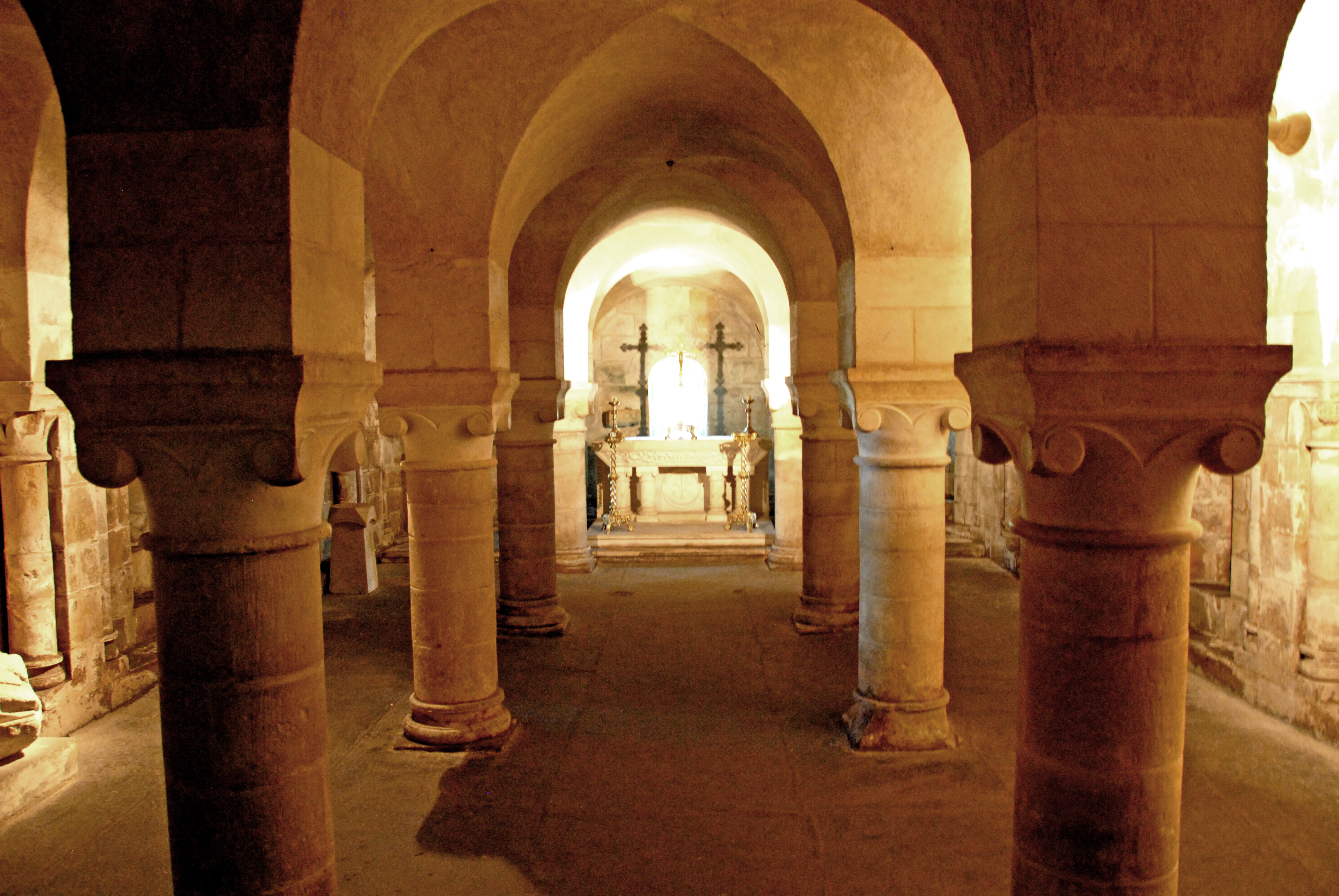
Krypta

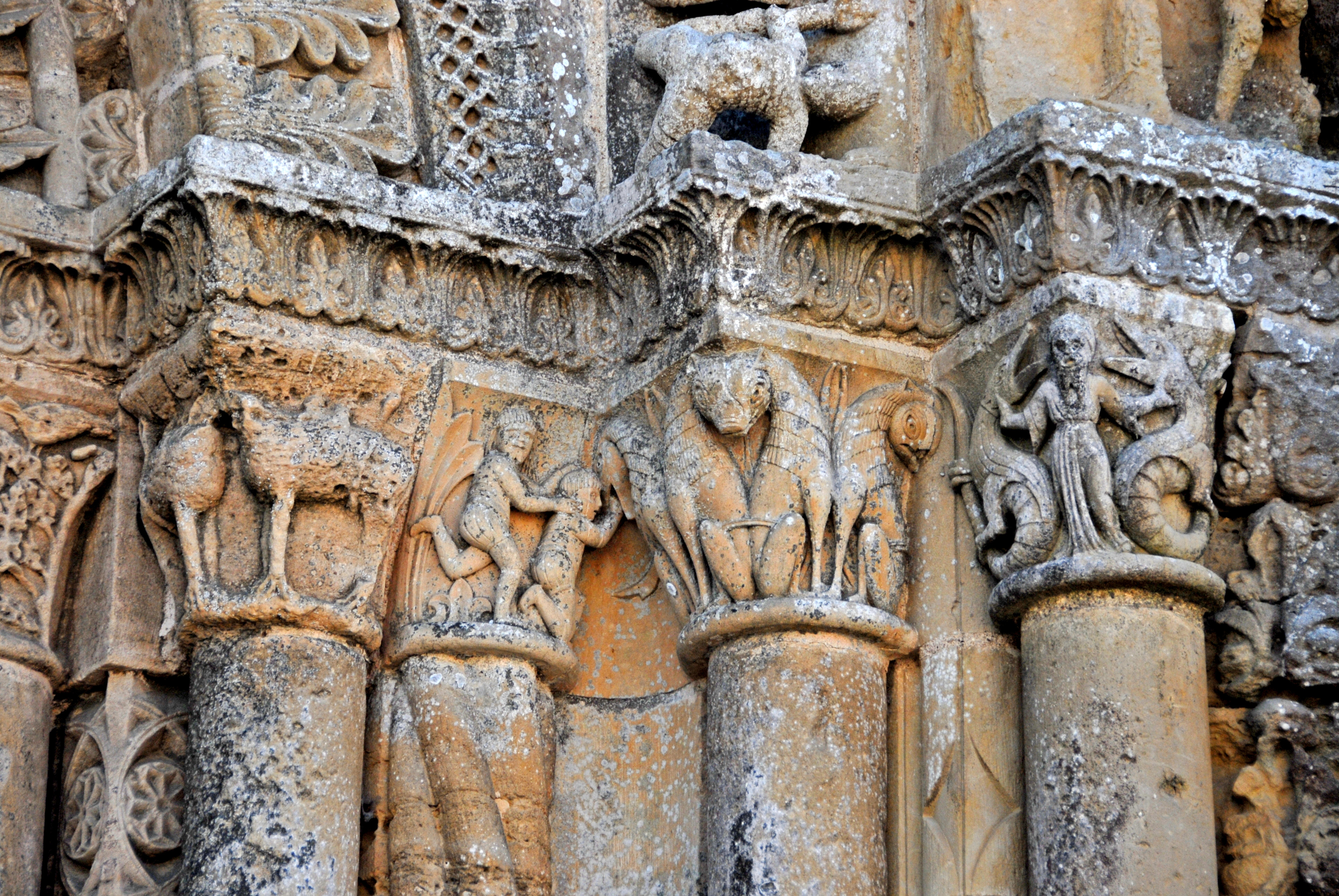
Kapitelle unter Türarchivolten

#### Ornamentik und figurale Plastik
Die Archivolten der beiden Eingangstüren tragen einfache pflanzliche, sich wiederholende Ornamentik, wie Eichenblätter, Blätter wie Pfeilspitzen, und geometrische Strukturen. Sie entstammen den Sanierungen und Rekonstruktionen des 19. Jahrhunderts.
Weitgehend aus dem 12. Jahrhundert original erhalten ist die figurale Plastik der Archivolte des großen Bogens. Auf der ungewöhnlich breiten Stirnseite sind um die vierzig Einzelwesen dargestellt, unter anderen: Tiere aller Art, Schlangen, Fabeltiere, Menschen irgendwelche Tätigkeiten verrichtend, Menschen sitzend, reitend, paarweise sich streitend, Menschen in Gruppen, Köpfe oder Masken, alle in höchster Darstellungs- und Ausführungs-Qualität. Im Maßstab deutlich kleiner sind die Atlanten auf der schmaleren, um 45 Grad abgeschrägten Innenseite der Archivolte, die mit erhobenen Armen und mit nach hinten abgewinkelten Beinen die Figuren der Stirnarchivolte zu tragen scheinen. Die Haltung der Atlanten erinnert an Fallschirmspringer im freien Fall.
Im Zwickel zwischen den beiden Archivolten der Eingangstüren sieht man ein stark verwittertes Relief, vermutlich eine Art Wappen, mit Schild, von einem Greifvogelporträt überragt und von zwei kleineren Vögeln flankiert.
Im großen Bogenfeld gibt es reichlich freie Fläche (sh. unter Gliederung) und beidseitig des kleinen Gesimses zwei Reliefs mit Szenen aus dem Leben Samsons: rechts kämpft er mit einem Löwen, und links versucht Delila dem schlafenden Samson die Haare abzuschneiden – eine seltene Darstellung in der romanischen Kunst. Sie hat Anklänge an manche andernorts befindliche steinerne Bibeln.
Alle höher angeordneten figürlichen Darstellungen wurden den anderen im 15. Jahrhundert hinzugefügt.
Über dem großen Bogen links und rechts findet man vollplastische Statuen der Muttergottes, im Flammenkranz auf einer Mondsichel stehend, und des Johannes, mit der heiligen Schrift in der Hand. Beide werden von einem Schutzdach mit gotischen Stilelementen überdeckt.
Dann kommen die beiden Gesimse, deren untere Kragsteine mit unterschiedlichen Gesichtern erhalten sind (vielleicht noch romanisch). Das obere Gesims wird von nach innen ausgerundeten Kragsteinen getragen, zwischen denen kleine gotische Maßwerke eingefügt sind. Auf den Gesimsen werden mit je vierzehn Skulpturen in monumentaler Weise fast lebensecht dargestellt: unten das Abendmahl, Christus mit dem Kreuznimbus oberhalb seines Kopfes, und oben die Himmelfahrt Christi. Den Heiland selbst findet man jedoch erst eine Etage höher im Giebelfeld, wo er von Engeln begleitet gen Himmel strebt.

### Inneres
Das Mittelschiff des zugänglichen Teils des Langhauses ist mit einer Rundtonne überwölbt, die auf den Wänden und zusätzlich auf Gurtbögen ruht. Die Seitenschiffe sind mit Kreuzgratgewölben und runden Gurtbögen ausgestattet. Rundtonnen gibt es auch in den Querschiffarmen, im Chor und in den Kapellen, in den Raumabschnitten mit parallel verlaufenden Wänden. Die Chor- und Kapellenabsiden sind mit Kalotten überwölbt. In der Vierung leiten fächerförmig strukturierte Trompen vom Quadrat in ein Achteck über. Darauf sitzt eine achteckige Kuppel mit einem kreisförmigen Ausschnitt im Scheitel, zum Transport von Glocken.
Alle Mauerwerkoberflächen, auch die der Gewölbe, sind steinsichtig und aus fast weißem Material exakter Fertigung, sauber vermauert und gefugt.
Der Fußboden des Chors liegt um 1,50 m über dem Niveau der Schiffe. Die Ursache hierfür ist eine Krypta, die nur etwa ein halbes Geschoss tiefer liegt. Zum Chorraum muss man eine der seitlich hinaufführenden Treppen benutzen.

### Krypta
Dieser älteste Teil der Kirche stammt aus dem 11. Jahrhundert. Über eine mittig in der Vierung angeordnete Treppe gelangt man dorthin. Die Krypta hat nahezu den gleichen inneren Umriss der Außenwände, wie der darüber angeordnete Chor und ist durch vier gedrungene Rundstützen in drei Schiffe und fünf Joche aufgeteilt. Sie sind ausgestattet mit profilierten Basen und in Schulterhöhe mit einfach gestalteten Kapitellen und dicken Kämpfern. Darüber sitzt noch ein kurzes Stück Quadratpfeiler, von dem die Grate des Kreuzgratgewölbes aufgehen. Durch die senkrechten Schlitze der Fenster fällt wenig Tageslicht ein. Alles wirkt sehr massiv und frühromanisch.

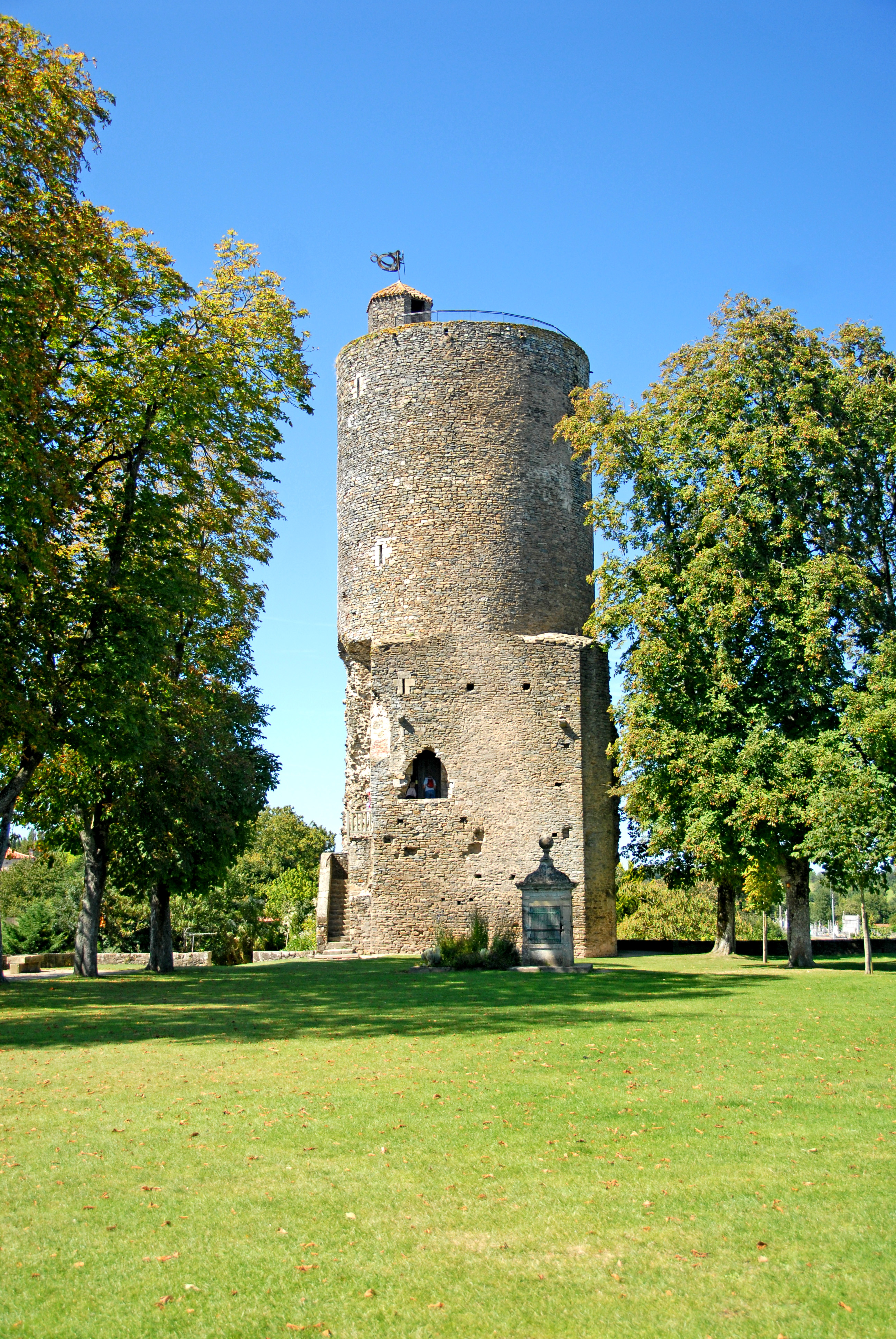
Vouvant, Donjon der ehem. Burg

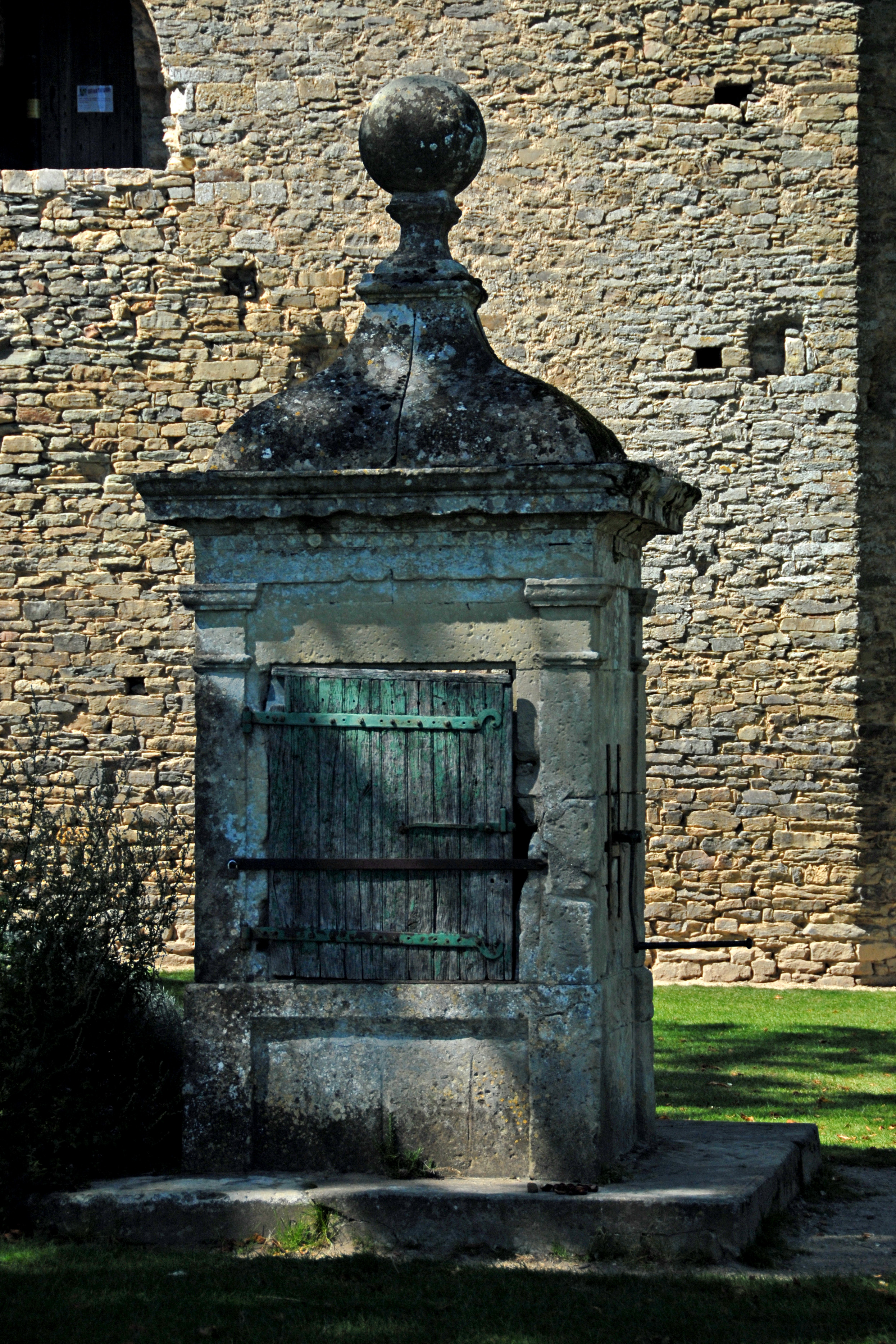
Vouvant, Brunnen am Donjon

## Die ehemaligen Wehranlagen des Dorfes

### Burg
Die Burg von Vouvant stand nicht weit von der Kirche entfernt. Heute sieht man davon nur noch ihren Donjon, die Tour Mélusine, immerhin 30 Meter hoch und aus dem 12. Jahrhundert stammend. Er ist bis etwa zur halben Höhe im Grundriss rechtwinklig, darüber kreisrund.
Nach einer Legende handelt es sich bei der Burg um die Gründung der Fee Melusine, von ihr in einer Nacht errichtet. Einer ihrer Söhne, Gottfried Großzahn, soll in der Kirche von Vouvant bestattet worden sein.

### Wehrmauern
Das ehemals befestigte Dorf weist noch hoch aufragende Ruinen seiner Wehrmauern mit Torgebäuden auf.

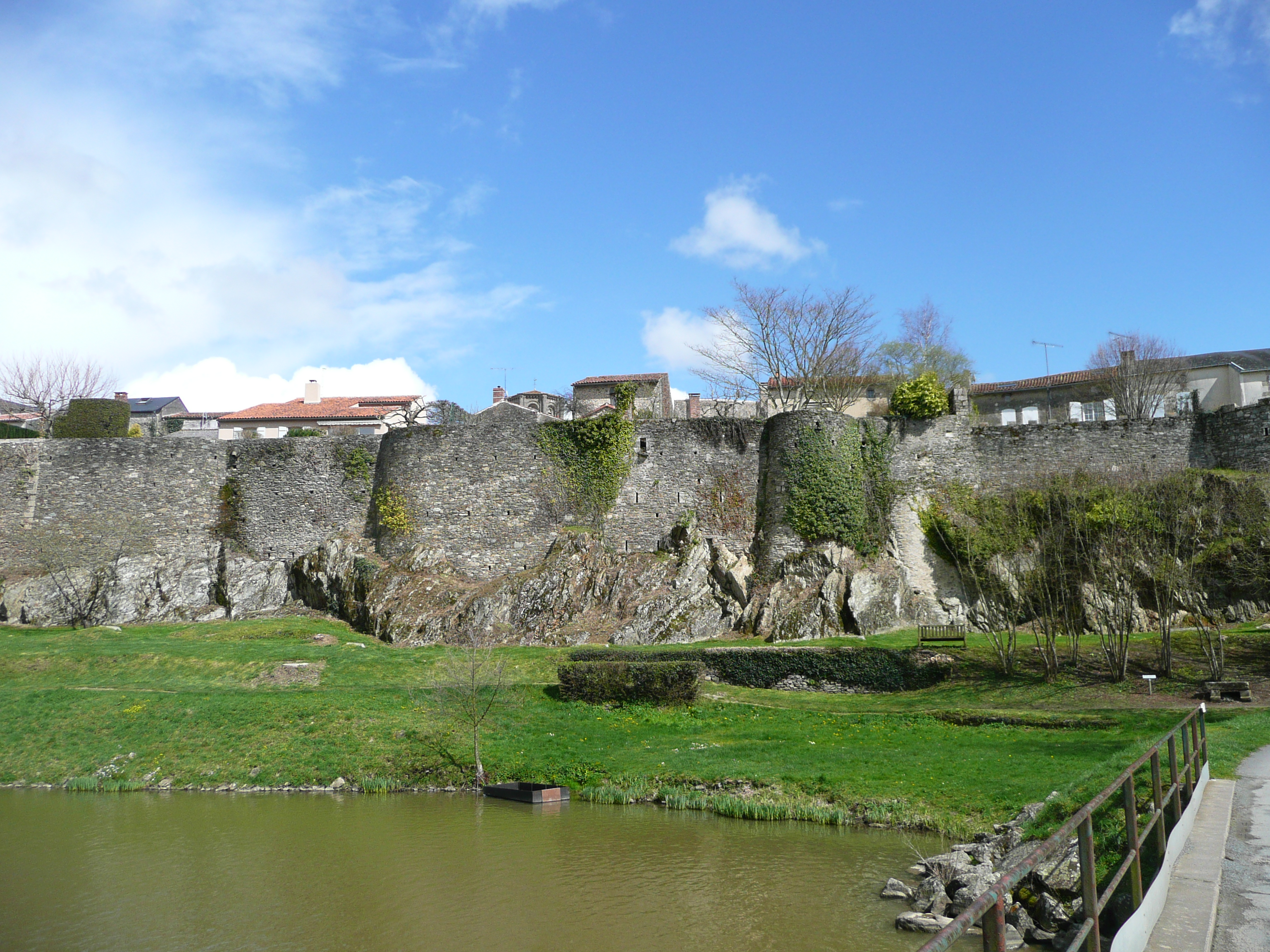
Wehrmauern
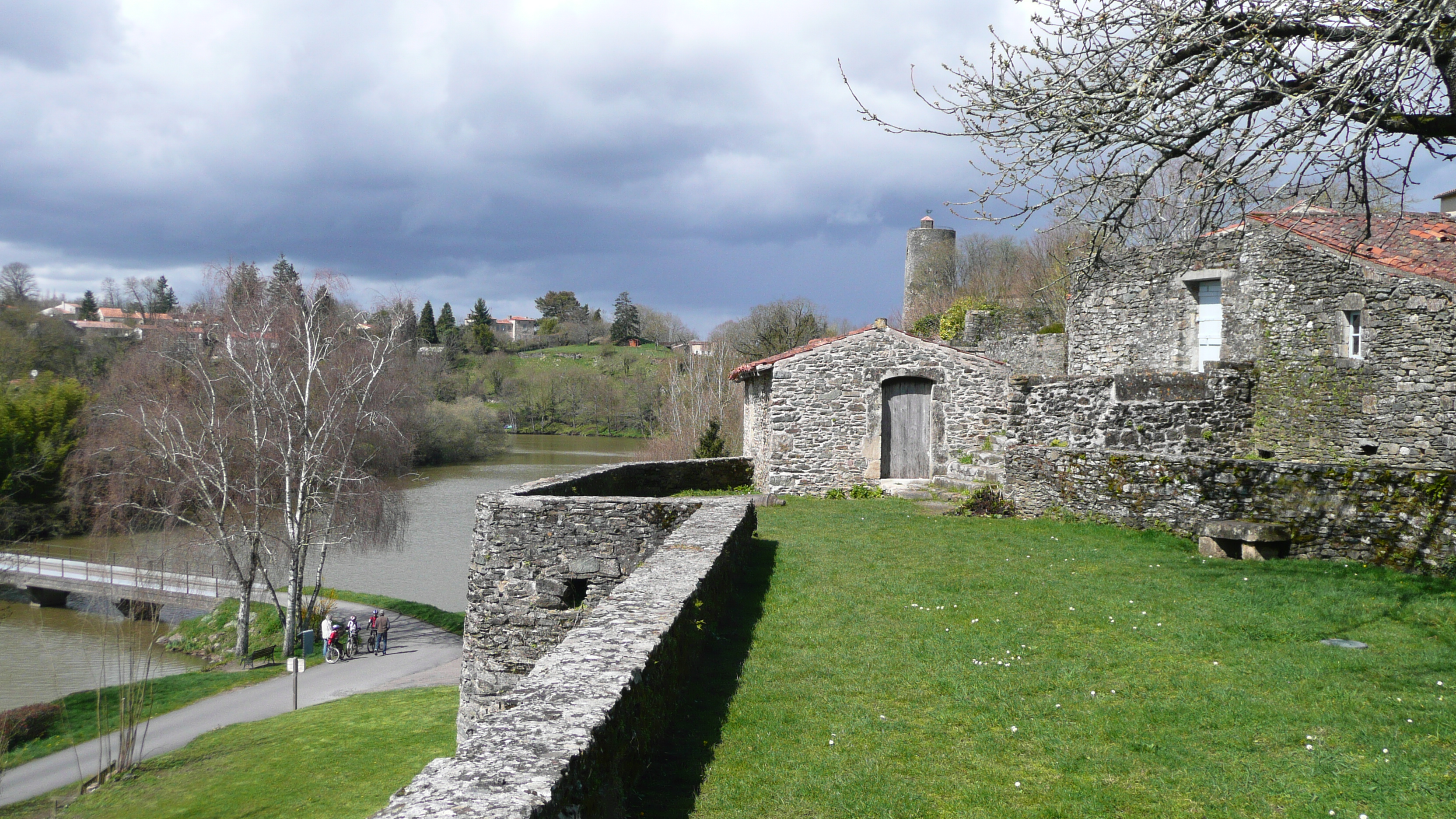
Wehrmauern, Turm der Melusine
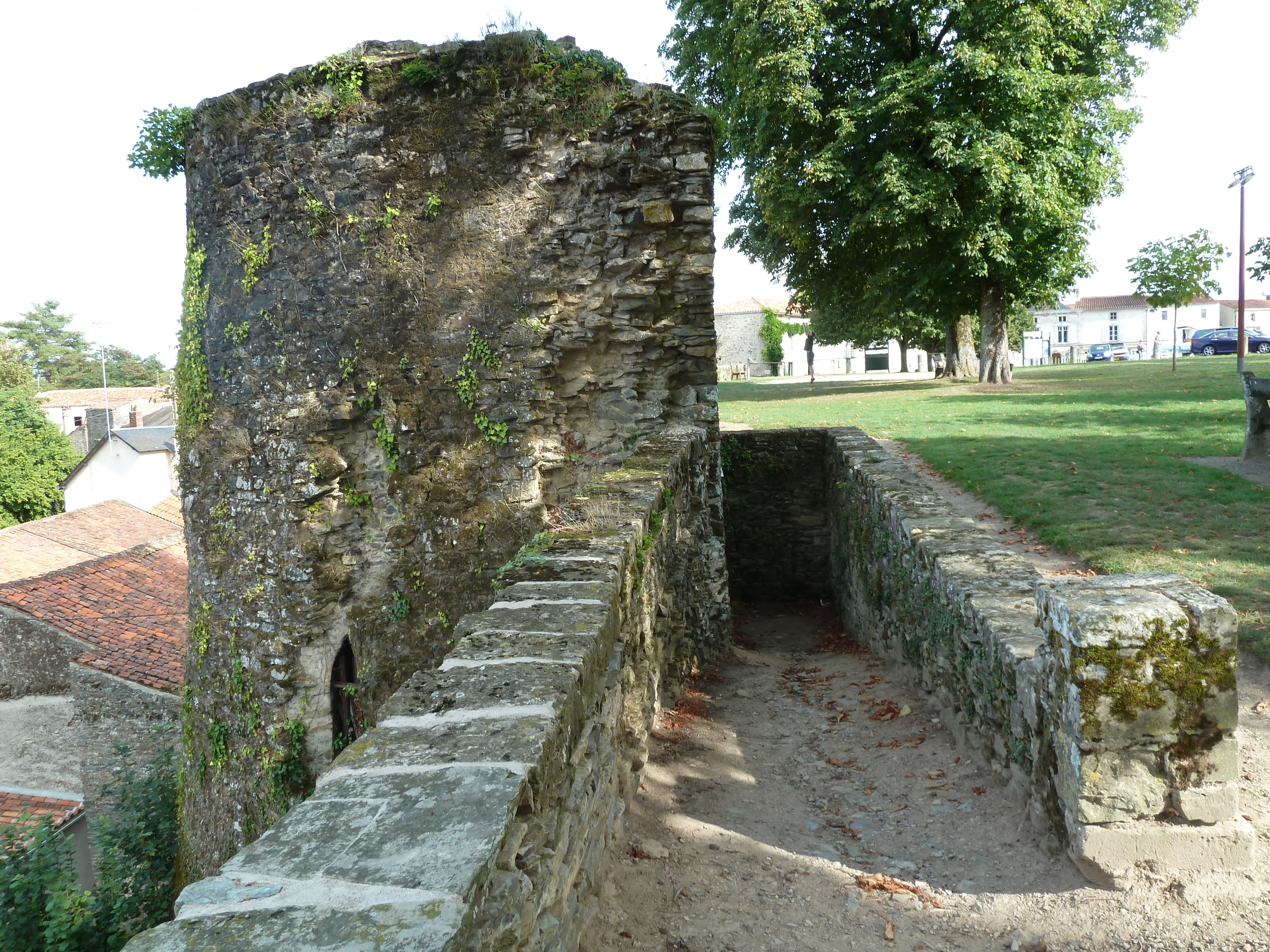
Turm

## Baudenkmäler
Siehe: Liste der Monuments historiques in Vouvant